# La Dague (téléfilm)
Pour les articles homonymes, voir Dague (homonymie).
Pour plus de détails, voir Fiche technique et Distribution.
La Dague (titre original russe : Кортик, Kortik) est un téléfilm soviétique en trois parties réalisé par Nikolaï Kalinine en 1973 aux studios Belarusfilm. C'est l'adaptation de la nouvelle éponyme de Anatoli Rybakov qui signe également le scénario. L'histoire connaît une suite, avec la sortie du film L'Oiseau de bronze mettant en scène les mêmes héros,.

## Synopsis
Guerre civile en Russie, 1921. Dans la petite ville de Revsk, leur petit-fils, Misha Polyakau, un écolier de Moscou, séjourne chez ses grands-parents. Lui et son ami Genka Petrov mettent accidentellement la main sur un kortik qui appartenait à un officier du cuirassé "Empress Maria". Il y a un mystère lié à Kortik - il est recherché par un ancien officier du cuirassé déchu, membre des Gardes blancs, et maintenant le chef du gang, Valery Zhigimondovich Nikitsky. Mishin seul - le commandant de l'armée de campagne rouge - tente à tout prix de sauver Kortiki, dans lequel Misha l'aide. Misha et Genka vont à Moscou.

## Fiche technique
- Titre : La Dague
- Titre original : Кортик, Kortik
- Réalisation : Nikolaï Kalinine
- Scénario : Anatoli Rybakov
- Photographie : Igor Remichevski
- Direction artistique : Iouri Albitski (ru)
- Musique : Stanislav Pozhlakov
- Textes des chansons : Boulat Okoudjava
- Son : Semion Chukhman
- Costumes : Alla Gribova
- Maquillage : Grigori Khrapoutski
- Producteur exécutif : Alekseï Kroukovski
- Genre : film d'aventure, film pour enfants
- Production : Belarusfilm
- Format : 1,37:1 - 35mm
- Durée : 210 minutes
- Langue : russe
- Sortie :  Union soviétique : 4 juin 1974

## Distribution
- Sergueï Chevkounenko (ru) : Micha Poliakov, jeune pionnier
- Vladimir Ditchkovski (ru) : Genka Petrov, jeune pionnier
- Igor Chouljenko (ru) : Slava Eldarov, jeune pionnier
- Mykhaïlo Holoubovytch : Sergueï Polevoï, commissaire de l'Armée rouge
- Emmanuil Vitorgan : ataman Valéry Nikitski
- Roman Filippov (ru) : Filine, propriétaire des entrepôts
- Natalia Tchemodurova (be) : mère de Micha Poliakov
- Vitali Bykov (ru) : chef de pionniers
- Tamara Trouchina (ru) : Agrippina Tikhonovna, tante de Genka Petrov
- Zoïa Fiodorova : grand-mère de Micha Poliakov
- Leonid Kmit : grand-père de Micha Poliakov
- Viktor Sergatchev (ru) : oncle Senya
- Boris Vladomirski (ru) : libraire
- Eduard Goryatchi (ru) : père de Genka Petrov
- Sergueï Polejaev (ru) : père de Slava Eldarov
- Vytautas Tomkus : bandit de la bande de Nikitski
- Gediminas Karka : cheminot
- Emilia Milton : veuve du professeur Podvolotski